# (10020) Bagenal
(10020) 1979 OQ5 es un asteroide perteneciente al cinturón de asteroides, descubierto el 24 de julio de 1979 por Schelte John Bus desde el Observatorio del Monte Palomar, Estados Unidos.

## Designación y nombre
Designado provisionalmente como 1979 OQ5. Fue nombrado Bagenal en honor a la profesora Frances Bagenal de la Universidad de Colorado por sus estudios de plasma espaciales y magnetosferas planetarias. Fue miembro del equipo científico para las misiones Voyager, Galileo y New Horizons.

## Características orbitales
1979 OQ5 está situado a una distancia media del Sol de 3,124 ua, pudiendo alejarse hasta 3,338 ua y acercarse hasta 2,910 ua. Su excentricidad es 0,068 y la inclinación orbital 4,834 grados. Emplea 2017,44 días en completar una órbita alrededor del Sol.
Los próximos acercamientos a la órbita de Júpiter se producirán el 1 de enero de 2037, el 14 de marzo de 2047 y el 25 de junio de 2109, entre otros.

## Características físicas
La magnitud absoluta de 1979 OQ5 es 12,5. Tiene 9 km de diámetro y su albedo se estima en 0,19.